# 解丘
解 丘（かい きゅう、朝鮮語: 해구、生没年不詳）は、百済の大臣。大姓八族の一つである解氏出身の貴族。官位は「兵官佐平」。百済の第18代王・腆支王の外戚。

## 人物
407年2月、兵官佐平に任命され、百済の軍事指揮権を掌握する。417年7月、高句麗軍の南侵を阻止するため、百済五部制の東部と北部の二部の15歳以上を徴発し、沙口城の築城を監督した。

## 出自
大姓八族の一つである解氏は夫余族の出自。解氏は、百済の建国初期から中央政界で大きく活躍したが、百済の建国者・温祚とは異なる勢力であるため、解氏の国政参加は、百済の国政に参加する勢力が拡大していく過程といえる。
「十済」と「弥鄒忽」の建国者と記録される沸流や温祚は、個人的な政治勢力ではない。卒本夫余を離れ、移民後に小国を建国したことから、一定の集団を形成していたことは間違いない。そのため、沸流や温祚は十人の家臣と大勢の人々を従えていたと記録されている。ところが、「十済」の建国地だった漢江流域には沸流や温祚集団以外にも北方から来た移民集団がいた。すなわち、「十済」「弥鄒忽」建国時、「十済」の周辺は「十済」とは別の移民が建国した小国があった。『三国史記』温祚王四十一年条は、五部の北部に属する解婁を「右輔」とし、解婁は本来夫余人だったという記録を通じて「十済」の北側に夫余からの移住者が定着していた事実が分かり、そのような夫余から移民してきた勢力が「十済」に統合され「百済」の成長につながった。